# (9322) Lindenau
(9322) Lindenau ist ein Asteroid des Hauptgürtels, der am 10. Januar 1989 vom deutschen Astronomen Freimut Börngen an der Thüringer Landessternwarte Tautenburg (Sternwarten-Code 033) in Thüringen entdeckt wurde.
Der Asteroid ist nach dem deutschen Juristen, Astronomen und Minister Bernhard von Lindenau (1779–1854) benannt, der als Mäzen seine Sammlung italienischer Tafelbilder seiner Heimatstadt Altenburg stiftete, wo sie im nach ihm benannten Lindenau-Museum zu sehen sind.